# زانتوایلر
زانتوایلر (به لوکزامبورگی: Sandweiler) یک شهرداری در استان لوکزامبورگ کشور لوکزامبورگ است که ۷٫۷۳ کیلومترمربع مساحت دارد و جمعیت آن در سال ۲۰۰۹ میلادی ۳۳۴۴ نفر بوده‌است.